# Komitat Groß-Kokelburg
Das Komitat Nagy-Küküllő, auch Komitat Groß-Kokelburg genannt (deutsch auch Komitat Groß-Kokel oder selten Komitat Großkokeln; ungarisch Nagy-Küküllő vármegye, rumänisch Comitatul Târnava Mare), war eine Verwaltungseinheit im Südosten des Königreichs Ungarn. Verwaltungssitz war Segesvár.
Heute liegt das Gebiet in Siebenbürgen in Rumänien.

## Geographie und Allgemeines

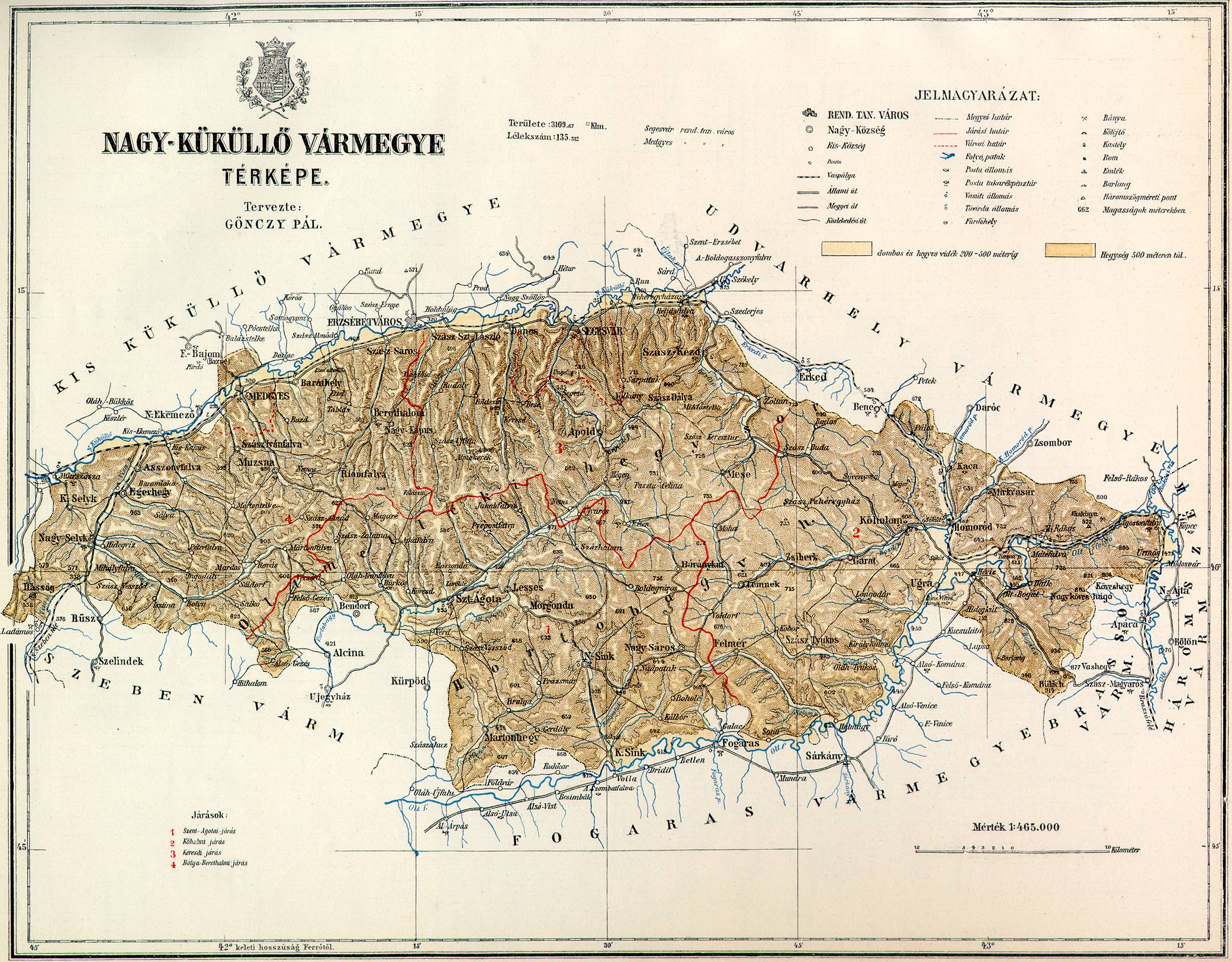
Karte des Komitats Groß-Kokelburg um 1890

Es grenzte an die Komitate Klein-Kokelburg (Kis-Küküllő), Udvarhely, Háromszék, Kronstadt (Brassó), Fogaras, Hermannstadt (Szeben) und Unterweißenburg (Alsó-Fehér).
Das gesamte Komitat ist durch seine Lage im Süden des Transsilvanischen Beckens sehr hügelig und wird im Norden von der Großen Kokel (heute rumänisch Târnava Mare) und im Süden von der Alt (heute rumänisch Olt) durchflossen. Aufgrund des dennoch milden Klimas gab es im Komitat eine blühende Landwirtschaft; auch der Handel und das Handwerk waren stark entwickelt.
Der Name Küküllő bzw. Kokelburg leitet sich von der Burg Kokelburg (Küküllővár; heute Cetatea de Baltă) ab, die im Mittelalter das administrative Zentrum des Vorgängerkomitats war. Namensgebend ist jedoch der das Komitat durchfließende Fluss Große Kokel (Nagy-Küküllő, heute Târnava Mare).

## Demographie
Im Süden des Komitats, entlang der Grenze zum Komitat Fogarasch, waren mehrheitlich deutsche Gemeinden: Martinsberg, Gürteln, Mergeln, Bekokten, Kleinschenk, Leblang, Rohrbach, Scharosch, Seligstadt und Deutsch-Tekesch. Diese gehören heutzutage teils zum Kreis Sibiu (Martinsberg, Gürteln, Mergeln), teils zum Kreis Brașov.

## Geschichte

Karte des Komitats Kokelburg um 1770

Das Komitat Groß-Kokelburg entstand durch die Komitatsreform 1876, als das vorher bestehende Komitat Kokelburg (Küküllő vármegye) zusammen mit den sächsischen Stühlen Mediasch, Schäßburg, Reps, Leschkirch und Hermannstadt aufgelöst und in die Komitate Groß- und Klein-Kokelburg und Hermannstadt aufgeteilt wurde.
Nach dem Ende des Ersten Weltkriegs kam das Gebiet infolge des Vertrags von Trianon (1920) zu Rumänien und bestand hier zunächst weiter als  Kreis (Județ) Târnava-Mare. Jedoch wurden in der Zwischenkriegszeit die deutschen Gemeinden entlang der Grenze zum ehemaligen Komitat Fogarasch (siehe oben) an den mehrheitlich rumänischen Kreis Făgăraș abgetreten.
1950 erfolgte eine Verwaltungsreform, bei der der Kreis Teil der Region Brașov (Kronstadt) wurde. Nach der Rückkehr zur Einteilung in Kreise (Județe), teilte man das Territorium des ehemaligen Komitats auf, wobei der Westen dem Kreis Sibiu, der Südosten dem Kreis Brașov und das Gebiet um Sighișoara dem Kreis Mureș zugeordnet wurde.

## Bezirksunterteilung

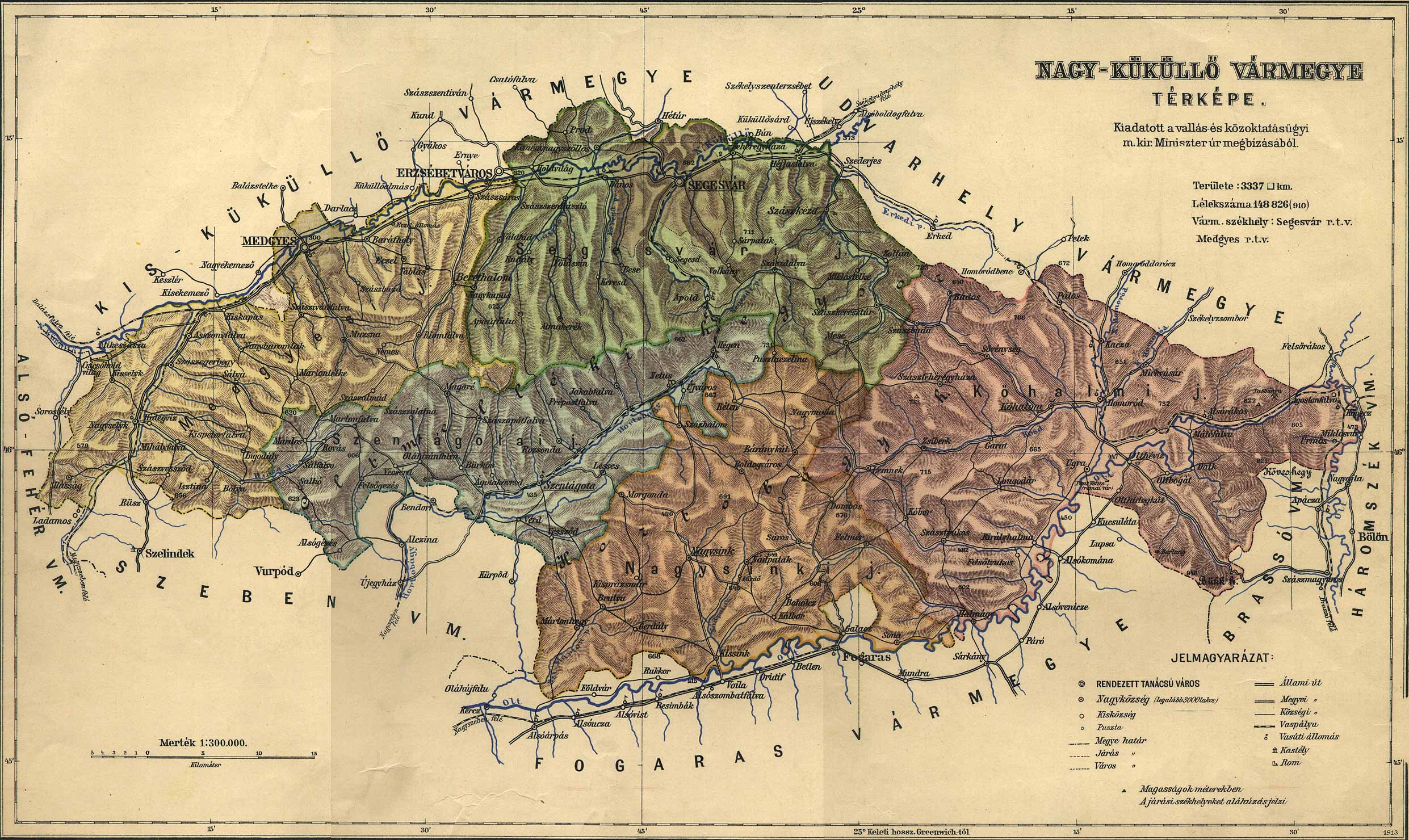
Administrative Karte

Das Komitat bestand im frühen 20. Jahrhundert aus folgenden Stuhlbezirken (nach dem Namen des Verwaltungssitzes benannt):
| Stuhlbezirke (járások)                   | Stuhlbezirke (járások)     |
| Stuhlbezirk                              | Verwaltungssitz            |
| ---------------------------------------- | -------------------------- |
| Kőhalom                                  | Kőhalom, heute Rupea       |
| Medgyes                                  | Medgyes, heute Mediaș      |
| Nagysink                                 | Nagysink, heute Cincu      |
| Segesvár                                 | Segesvár, heute Sighișoara |
| Szentágota                               | Szentágota, heute Agnita   |
| Stadtbezirke (rendezett tanácsú városok) |                            |
| Medgyes, heute Mediaș                    |                            |
| Segesvár, heute Sighișoara               |                            |

Alle Orte liegen im heutigen Rumänien.